# Кромвел (Минесота)
Кромвел (енгл. Cromwell) град је у америчкој савезној држави Минесота.

## Демографија
По попису из 2010. године број становника је 234, што је 91 (63,6%) становника више него 2000. године.
| Група             | 2000.       | 2010.       |
| Белци             | 139 (97,2%) | 228 (97,4%) |
| Афроамериканци    | 0 (0,0%)    | 0 (0,0%)    |
| Азијати           | 0 (0,0%)    | 0 (0,0%)    |
| Хиспаноамериканци | 1 (0,7%)    | 2 (0,9%)    |
| Укупно            | 143         | 234         |